# Barry Quinn
Barry Scott Quinn (Dublino, 9 maggio 1979) è un ex calciatore irlandese, di ruolo difensore.

## Carriera

### Club
Quinn ha firmato per il Coventry City nel 1996. Ha giocato ottantatré partite per il club, prima di essere ceduto in prestito al Rushden & Diamonds nel gennaio 2004, al tempo militante in Football League One. Dopo quattro apparizioni per il Rushden, è tornato al Coventry, che lo ha ceduto nuovamente in prestito, questa volta all'Oxford.
Al termine di questa esperienza, è stato svincolato dagli Sky Blues ed ha firmato proprio per l'Oxford, a maggio 2004. Al termine della stagione 2006-2007 ha vinto il premio come "Calciatore dell'anno", votato dagli altri giocatori. Poco dopo il premio, è stato rivelato che, dalla stagione successiva, Barry sarebbe stato il capitano dell'Oxford.
Il 30 aprile 2009 il club ha annunciato il termine del rapporto contrattuale col giocatore; Quinn, tra l'altro, era fermo per infortunio dal novembre 2008.
Nel luglio 2010 si è trasferito al Brackley Town, con cui ha concluso la sua carriera.

### Nazionale
Barry ha giocato 4 volte per l'Irlanda: ha debuttato il 26 aprile 2000, nella sconfitta per 0-1 contro la Grecia.

## Statistiche

### Cronologia presenze e reti in nazionale
| Cronologia completa delle presenze e delle reti in nazionale ― Irlanda | Cronologia completa delle presenze e delle reti in nazionale ― Irlanda | Cronologia completa delle presenze e delle reti in nazionale ― Irlanda | Cronologia completa delle presenze e delle reti in nazionale ― Irlanda | Cronologia completa delle presenze e delle reti in nazionale ― Irlanda | Cronologia completa delle presenze e delle reti in nazionale ― Irlanda | Cronologia completa delle presenze e delle reti in nazionale ― Irlanda | Cronologia completa delle presenze e delle reti in nazionale ― Irlanda |
| Data                                                                   | Città                                                                  | In casa                                                                | Risultato                                                              | Ospiti                                                                 | Competizione                                                           | Reti                                                                   | Note                                                                   |
| ---------------------------------------------------------------------- | ---------------------------------------------------------------------- | ---------------------------------------------------------------------- | ---------------------------------------------------------------------- | ---------------------------------------------------------------------- | ---------------------------------------------------------------------- | ---------------------------------------------------------------------- | ---------------------------------------------------------------------- |
| 26-4-2000                                                              | Dublino                                                                | Irlanda                                                                | 0 – 1                                                                  | Grecia                                                                 | Amichevole                                                             | -                                                                      | 34’                                                                    |
| 4-6-2000                                                               | Chicago                                                                | Messico                                                                | 2 – 2                                                                  | Irlanda                                                                | USA Cup 2000                                                           | -                                                                      | 40’                                                                    |
| 6-6-2000                                                               | Foxborough                                                             | Stati Uniti                                                            | 1 – 1                                                                  | Irlanda                                                                | USA Cup 2000                                                           | -                                                                      | 88’                                                                    |
| 11-6-2000                                                              | East Rutherford                                                        | Sudafrica                                                              | 1 – 2                                                                  | Irlanda                                                                | USA Cup 2000                                                           | -                                                                      | 86’                                                                    |
| Totale                                                                 |                                                                        | Presenze                                                               | 4                                                                      |                                                                        | Reti                                                                   | 0                                                                      |                                                                        |